# Hockeria brevipennis
Hockeria brevipennis is een vliesvleugelig insect uit de familie bronswespen (Chalcididae). De wetenschappelijke naam is voor het eerst geldig gepubliceerd in 1990 door Halstead.